# 페르난도 로메오 루카스 가르시아
페르난도 로메오 루카스 가르시아(스페인어: Fernando Romeo Lucas García, 1924년 7월 4일~2006년 5월 27일)는 과테말라의 정치인, 군인으로 제37대 과테말라 대통령을 지냈다.
1947년 사관학교에 입학하여 군인이 되었고 1973년에 준장으로 진급했다. 이후 과테말라 국방부 장관(1975~1977)을 지냈고 1978년 대선에 제도적 민주당 소속 후보로 나서 대통령에 당선되었다. 1978년 과테말라 내전으로 인한 반군 토벌 과정에서 마야인 원주민을 학살하고 1981년 주과테말라 스페인 대사관 점거 사건 당시 진압을 위해 경찰을 동원하여 스페인 외교관까지 포함된 희생자를 냈다. 이러한 폭압적인 반군과 원주민 탄압으로 인해 군부 내에서도 루카스 가르시아 정권에 대한 불만이 생겼으며 결국 1982년 에프라인 리오스 몬트의 쿠데타로 인해 축출되었다.
이후 아내와 함께 베네수엘라로 망명했고 망명 생활 도중 2006년 알츠하이머병을 앓다가 사망했다.

## 같이 보기
- 과테말라 내전